# わが西遊記
『わが西遊記』（わがさいゆうき）は、中島敦の未完とされている小説の連作。「悟浄出世」と「悟浄歎異―沙門悟浄の手記―」の短編2編が書かれ、各々の末に「―「わが西遊記」の中―」と書かれていることから、『わが西遊記』と総称されている。
『西遊記』を題材に、沙悟浄を主役とし、中島敦は「僕のファウストにする」という意気込みで書き、「ファウストやツァラトゥストラなど、余り立派すぎる見本が目の前にあるので、却って巧く行きません」とも伝えている。
1941年（昭和16年）5月8日の田中西二郎宛の葉書と、同年6月深田久弥宛の書き置き（名刺の裏表）に、「西遊記（孫悟空や八戒の出てくる）を始めています」とある。
「悟浄出世」と「悟浄歎異」は共に、1942年11月、今日の問題社発行の『南島譚』にて初出である。

## 悟浄出世
草稿・原稿は一切残されていない。1942年（昭和17年）初夏に、中央公論社の編集者が「弟子」と共に受け取っていることから、この頃脱稿したと推測される。
悟浄は独り言の多い精神的に不安定な人物とされ、最後の救いの綱として天竺への旅に向かうことになる。

## 悟浄歎異―沙門悟浄の手記―
草稿及び完成浄書原稿が存在するが、2つは大きく異なる。浄書原稿は表題ページも含めて400字詰原稿用紙33枚で、丸善のものを使用している。下部欄外に、1から32までのノンブルが自筆で打たれ、32枚目末尾に「昭十四・一・十五」と中島自身が書いているが、それは赤鉛筆の2本線で打ち消されている。
本作では、悟浄出世にあるような精神的な不安定さは表現されず、冷静な目で孫悟空、三蔵法師、猪八戒を分析している。

## おもな収録書籍
- 第二創作集『南島譚』〈新鋭文学選集2〉（今日の問題社、1942年11月）
- 『山月記・李陵 他九篇』（岩波文庫、1994年7月）
  - 解説：氷上英廣。註：飯倉照平。初出一覧
  - 収録作品：「李陵」「弟子」「名人伝」「山月記」「文字禍」「悟浄出世」「悟浄歎異」「環礁―ミクロネシヤ巡島記抄―」「牛人」「狼疾記」「斗南先生」
- 『中島敦全集2』（ちくま文庫、1993年3月）
  - カバー装画：土方久功「雲」
  - 解説：群ようこ。解題：勝又浩
  - 収録作品：「南島譚」「環礁―ミクロネシヤ巡島記抄―」「わが西遊記」「古俗」「過去帳」、日記、書簡